# Ciucurova, Tulcea
Ciucurova este satul de reședință al comunei cu același nume din județul Tulcea, Dobrogea, România. Se află în Podișul Babadagului.

## Toponimie
Numele localității Ciucurova este de origine turcă fiind derivat de la cuvântul çukur care s-ar traduce prin vale, șanț, groapă, depresiune, gaură,gol, indoitură,jos,scobitură,urma, vizuină(1). Terminația –ova de origine slavă a survenit  în sesolul XVIII când în sat s-au așezat coloniști ruși iar toponimul a fost preluat de la băștinași turci  și slavizat.
O traducere  al numelui localității  din limba turcă ar putea fii Gropeanca sau Văleni.

## Istoric
Vechiul Tschukurowa, locuit de găgăuzi (Gagausen), era la 2 km mai sus în aceeași vale, de fapt la izvorul unde se adapă astăzi animalele. Acest fost Tschukurowa, a fost distrus în timpul războiului din 1828 de către Lasen (oameni din partea de sud-est a Mării Negre, lângă Munții Caucaz din jurul Georgiei), care au cultivat apoi tutun pe ruine. Tot ce a mai rămas din vechiul sat găgăuz este doar un pod vechi 
de piatră, orice altceva, chiar și ruinele, au dispărut în decursul timpului. Este foarte posibil ca acest pod să fi făcut parte din drumul militar roman dintre Herschowa (Warusch) și Babadag. În anii treizeci ai secolului trecut, ucrainenii au intrat în Dobrudscha și au stabilit sate în diferite locuri.
Primele două familii germane ( Ferdinand Beyer (prusac) și Joseph Jud) au venit la Tschukurowa în 1853 și s-au așezat acolo în mijlocul ucrainenilor. Fondarea reală a comunității germane a avut loc între anii 1856-1857. La acea vreme, au sosit în Tschukurowa încă 28 de coloniști, care au fost plătiți din cauza revărsării mari de la Jakobsonsthal (Jakobsonsthal / Praporgescu / Satul Memtesc, Braila, Dobruja, TR; Lat: 45.3167N, Long: 27.9333E. partea estica a Baldovinești, jud. Braila, RO). Fondatorii comunității germane: E. Berndt, bătrânul; M. Berndt, cel mai tânăr; J. Berndt, cel mai tânăr; G. Fandrich; Schukur; Chr. Ziehl (Pomoranian); Kohls, (prusac); J. Martin (a dispărut deja în primii ani după așezare); Johann Maier, cel mai în vârstă, (șvab); Johann Maier, cel mai tânăr, (șvab); Jakob Maier, cel mai tânăr, (șvab); Joachim Blumhagen (din Mecklenburg-Strelitz); F. Frank; G. Büttner; Martin Weirsch; Jung; Kranich; Kowalski; G. Dermann; P. Radetzki (prusac); Chr. Ponto, (prusac); Chr. Amaneta; G. Ponto, (prusac); G. Suckert; Joseph Mühlbach, (elvețian); Walther, (șvabă); Schißler, (șvabă); Fieber, (constructorul primei fabrici de cai din Tschukurowa). 
Terenul alocat celor care soseau era pădure densă, și prima lucrare grea era defrișarea pădurilor și arderea cărbunelui. Coloniștii germani din Tschukurowa au considerat că era o misiune grea și au fost absolut siguri că vor să plece; prin urmare, au depus o plângere din 29 decembrie 1858 către consulul Blücher din Constantinopol și colonel (Obersten) Malinowsky în Tultscha. Blücher a adresat această petiție către Omar Pascha, președintele Comisiei Dunării din Galatz. Acesta din urmă, fiind un mare prieten al germanilor, nu a vrut să audă nimic despre o migrație, deoarece nu știa unde ar putea găsi un loc mai bun pentru a îi stabili. El a prezentat plângerea scrisă a poporului din Tschukurow cu următoarea remarcă: „Nu știu unde oamenii pot fi mai bine așezați decât unde se găsesc în Tschokorow? Nu le-a ieșit bine anul acesta, asta a fost pedeapsa pentru că a fugit de Jakobsonsthal. Acum calea acestui popor este demolată; acum nu mai au pace până nu devin complet săraci, apoi vor deveni din nou ordonați și harnici”.  Expresia „Nu le-a mers bine pentru anul ăsta” indică faptul că locuitorii din Tschukurow trebuie să se fi stabilit deja în anul 1857, sau mai bine spus, că satul lor a fost considerat stabilit deja din anul 1857. Conform acestei declarații, coloniștii trebuie să fi intrat în acest domeniu cel puțin în 1856. 
Un alt document care indică acuratețea anului fondator în 1856 este raportul parohial al lui Eduard Neumeister în care povestește că oamenii din Tschukurow participaseră la slujba de închinare a Rusaliilor din Atmadscha în 1857. (vezi H. Petri).  
În anii 1858-1859, au venit în comunitate următoarele familii: Jakob Ulbrich; Jakob Dermann; Heinrich Dermann; Balthasar Hofart, (bavarez). Majoritatea locuitorilor au venit în următorii 10 ani (perioada 1859-1869): Andreas Kraus, (prusac); Kählert, (prusac); Spitzer, Vesper; Johann Rothe, (ortografiat Rod, din provincia Brandenburg); Hoffmann, (elvețian) (a fost ucis de un copac chiar la început); August Frank; Patzer, (a fost ucis în 1877 din mâna unui necunoscut); Jakob Rothe, (din provincia Brandenburg); D. Rothe, (din provincia Brandenburg); G. Hänsel; D. Nußke; F. Dietrich; M. Fredrich; Chr. Adam, (prusac); S. Arndt; Johann Kühn; Christleit; G. Fischer, (șvab) și Schukurski.  
De multe ori se presupune incorect că Tschukurowa nu a fost fondată în 1856, ci în 1858. Această concepție greșită a condus comunitatea să sărbătorească 50 de ani a la 3 mai 1908 
În anii 1856-1861, 60.000 de tătari au fost cazați în Dobrudscha de către guvernul turc. În acea perioadă, au fost create o mulțime de așezări pur tătare; dar acești adepți mongoli ai lui Mahomed erau împinși în și între satele creștine, ai căror locuitori erau obligați să le dea cele mai bune câmpuri și pășuni, să le construiască case și grajduri. În Tschukurowa au fost cazate și 10 familii tătare, pe care locuitorii au trebuit să le asigure. 
În jurul anului 1864, turcii au colonizat Dobrudscha cu circasienii. Aceștia au condus o luptă veche de douăzeci de ani împotriva conducătorilor ruși, dar odată ce destinul lor a fost decis în primăvara anului 1864 și libertatea lor a fost pierdută, au fost expulzați sub amenințări din Rusia (Caucaz). Turcii au acceptat acești oameni și 20.000 de circasieni care s-au stabilit în partea de nord a Dobrogei.  
În anul 1867 localitatea a fost populată cu coloniști de origine germană, cunoscuți ca germani dobrogeni. În sat germanii locuiau pe lângă ruși și turci, cerchezi și bulgari. Tot în 1867, o hoardă de albanezi a atacat fosta Tschukurowa. Mulți dintre germanii locali, nu s-au lăsat alungați din noua lor casă de triburile sălbatice, dar o parte din ei au plecat în Basarabia. A fost o perioadă dificilă, care nu a fost propice pentru munca pașnică. Datorită eforturilor reușite ale pastorului Bachmeister de la Atmadscha și legației germane de la Constantinopol, care au convins guvernul turc că sosirile ostile erau o plagă periculoasă pentru satele noastre germane;(deși niciunul nu s-a stabilit în Tschukurowa), albanezii și-au format propriile două sate (Slava și Baschpunar) în imediata vecinătate. 
În urmatoarea perioadă, tătarii s-au stabilit cu bunăvoință; unde au găsit o casă goală, s-au mutat în ea și nu au mai putut fi scoși din ea. Au construit chiar și o casă de rugăciune, din minaret (Hodja), chemarea la închinare se auzea peste sat de cinci ori pe zi către credincioși cu aceste cuvinte: Allah ekber, Allah ekber, Alem fena, Haye alel felah, fiind tradus: Dumnezeu este mare, Dumnezeu este mare, lumea este rea, mântuirea ta este doar în iluminarea ta. 
Până în anul 1877, în comunitate s-au stabilit următoarele familii: Hanstädter. (s-a apucat de fabricarea berii); W. Schmidt; G. Brandenburger; Chr. Brandenburger; Winkler; Chr. Seybold, (șvabă); Naß, (șvabă); M. Ruf; Bohrt; Rominger; Johann Lenz; G. Nagel, (șvabă); K. Nael, (șvabă); F. Neitz, (șvabă); G. Walawei, (șvabă); Karl Stumpf, (operator magazin de băuturi alcoolice); K. Arndt; Jakob Lutz; Schwalm; Chr. Dolde; Chr. Piese; văduva J. Adam cu fiii ei, (prusac). 
După războaiele de independență ale principatelor românești din România, în 1877, o nouă perioadă a început pentru Dobrudscha.  Agricultura vremii a adus foarte puțin, întrucât atunci nu existau piețe de cereale și astfel cerealele nu se găseau pe piață, grâul trebuia mai întâi măcinat în morile alimentate de cai, făina a fost vândută apoi direct către orașe (nu existau brutării în acel moment). Munca la fermă era încă foarte primitivă, prin urmare, fermierii nu au folosit  cel de-al 13 lea paragraf din Regulamentul turcesc care prevedea că fermierul va putea dobândi atât de mult pământ pe cât își dorea. 
Creșterea bovinelor a fost puțin mai profitabilă, deoarece existau suficiente terenuri de pășunat. La fel ca în Basarabia, comunitățile vremii erau administrate de un primar (Schulz) și doi asistenți. Aveau dreptul de mediere a disputelor și se apela la consultarea pastorului parohiei, iar dacă un colonist era nemulțumit de hotărârea primarului, se apela la instanța turcească superioară, care închidea rapid disputa. Nu existau procese extinse în acel moment, magistrații Curții Turcești erau așezați toți în genunchi pe un covor cu dosarele în fața lor.  
Achizițiile de terenuri erau un lucru foarte ușor și se putea face prin predarea notei (Tapie / Zettel), achiziția era obligatorie din punct de vedere juridic, dar de obicei câteva Okka [1 Oka = 1,35 litri / 1,25 litri] de schnapps era suficient ca să încheie afacerea (dran glauben), tranzacțiile se puteau face la fel de bine într-o tavernă sau într-un birou guvernamental. În ceea ce privește căsătoria și divorțul, toate au fost cedate Bisericii. În Tschukurowa nu a avut loc niciodată un divorț. 
În 1877, Dobrudscha a fost scena unei mari confuzii. Deși a fost, de fapt, scutită de război, tătarii și circasienii au recurs la jafuri, iar germanii au trebuit să treacă prin momente dificile în acel moment. Regulamentul de drept civil din anul 1878 a adus pacea, dar problema Dobrudscha nu era încă complet rezolvată pentru că printre oamenii din Tschukurowa, unii au descoperit că clasa lor de mijloc turcească (Bürgerstums), care dețineau adesea pașapoarte austriece, statutul nu era corect recunoscut. Nu existau drepturi politice, obligații militare, obligații școlare și alte obligații care le erau prescrise. Dar acest lucru nu a putut fi reconciliat cu Tratatul de la Berlin; căci numai cetățenii turci ar putea deveni cetățeni români.  
Prin Manifestul lui Carol I, cetățenii din Dobrudscha au fost asigurați că: „Cele mai sacre și prețioase drepturi ale omului, precum există: viața, onoarea și proprietatea sunt plasate sub protecția unei constituții, invidia multor alte națiuni”. Au urmat condiții controlate de o comisie, care a preluat (aufnahm) Tapie-teren și a colectat Tapie-note. Desigur, mulți au renunțat doar la jumătate pentru că încă nu exista încredere reală! Și când autoritățile au cerut: Declarați mai mult din ceea ce aveți; atunci vi se vor măsura atât de multe! 
Până în 1880 au venit următoarele familii: G. Schulz; A. Brandenburger; M. Birai; K. Mück; K. Fandrich; W. Schmidt, (fierar); W. Kitke cu fiii săi; F. Schröder; K. Mehrer, (șvabă); J. Radomski; D. Radke; P. Keßler; Văduva Dawitschek. Mulți basarabeni au venit aici și împreuna cu oameni din Tschukurowa, au fondat Tariverde, la fel cum basarabenii au fondat Mamuslia în 1892 cu oamenii din Atmadscha și Karatai în 1921, iar mulți alții s-au mutat în America.
În anii 1890-1900, au venit în comunitate următoarele familii: A. Maier; D. Broneske; K. Geigle; E. Jachmann; J. Wentland (din Volhynia); F. Thieß; G. Fode; K. Kohnle; J. Anhorn; S. Wilske; J. Grachol, (prusac); J. Kúhn, (producător de pantofi); Chr. Riese; A. Bohnet. Din acest grup, Theiß, Kohnle și Wilske au construit prima moară cu aburi din Tschukurowa. După 1900, au venit și următorii imigranți: Chr. Seitz; F. Schielke; G. Schmalke; F. Döbler; A. Schollmeier; E. Deeg, (operatorul morii de aburi, moara sa a ars în 1931); J. Kolschewski; G. Kolschewski; F. Häußer; K. Leibelt I; K. Liebelt II; R. Kühn; S. Gunsch; D. Schulz; H. Schulz; Gerling; Spieß; Kroat
Terenul a fost inspectat în 1886: 113 fermieri au obținut terenul Tapie, dacă nu depășea zece hectare, cu 7,5 hectare suplimentare de teren guvernamental.
În 1930, veteranii războiului mondial au primit fiecare încă 5 hectare. Războiul din 1916, a cântărit foarte mult asupra Tschukurowa. Ocupațiile s-au schimbat și nu mai exista o ordine. Mulți germani au fost conduși ca ostatici: F. Blumhagen; Christoph Ponto; F. Kraus; F. Martin; L. Adam; J. Adam; J. Radetzki; M. Berndt; E. Jachmann; S. Arndt; Christian Ruf; Ferdinand Kitke.
Majoritatea germanilor au părăsit localitatea în 1940, fiind strămutați cu forța în Germania nazistă, sub lozinca Heim ins Reich (Acasă în Reich).
Cel mai întunecat și mai trist capitol din istoria comunității este sistemul educațional. Guvernul a scurtat orele de lecții de germană și comunitatea nu a mai avut curajul de a angaja un specialist competent în limba germană. Profesorul și sexonul sunt întotdeauna aceeași persoană, astfel că în această postură au lucrat următorii bărbați: Mühlbach, Helmut Zimmerling, prezent Pastor (Elveția) până în 1860; Hoffmann, (Elveția) până în 1865; Mühlbach, pentru a doua oară până în 1869; Baustadt, (Germania) până în 1870; Held, (Germania) până în 1877; Mühlbach, pentru a treia oară până în 1879; Hennig, (Germania) până în 1885; Klose (Germania) până în 1896; Krämmer, (Germania) până în 1899; Schulz, (Cherson) până în 1903; Gräfe, (Germania) până în 1907; Badurow, (Germania) până în 1910; Wolf, (Germania) până în 1915; Müller, (Germania) 1916-1918; Sauter, (Basarabia) până în 1922; Gäßler, (Basarabia) 1923; Bechert, (Germania) 1924; Kargel, (Volhynia); Joh. Wagner, (Basarabia).

## Biserica
Încă din 1870, locuitorii din Tschukurowa au cumpărat o mică curte pentru o biserică de la Johann Maier pentru 7 Oka [1 oka = ca. 2,8 kilograme] de fasole și au construit o mică biserică care avea atașată o reședință de sexton cu 2 camere. Structura era realizată din lemn și lut și acoperită cu trestie, turnul, tot din lemn, se ridică în lateral. În 1893, această bisericuță a fost dărâmată, iar în locul ei, a apărut apoi o biserică de piatră care acoperită cu tablă neagră. Până la războiul din 1916, germanii au aparținut Bisericii de stat prusace; dar în 1925 s-au alăturat, ca toți ceilalți coreligionari evanghelici din România, cu transilvanul (siebenbürgischen) Bisericii de Stat a Mărturisirii de la Augsburg. Numai Paragraful 18 din Regulamentul Bisericii nu a fost acceptat, potrivit căruia pastorul urma să fie chemat pe toată durata vieții sale.
La 21 mai 1925, cu ocazia fuziunii cu Biserica de Stat din Transilvania, episcopul Teutsch a vizitat satul, însoțit de Dean Honigberger din București, Dr. Klein din Jassy și de pastorul Buchenhaller. Cu această ocazie, pastorul H. Zimmerling a fost instalat în biroul său.
Până în prezent, congregația a fost deservită de următorii pastori din Parohia Atmadscha: Bonekämper1 (1849-1859); Kühn (1859-1862); Rode (1863-1864); Lakner (1864-1865); Bachmeister (1867-1872); Dörschlag (1872-1874); Matzke din Galatz (1887); Pritzsche (1888-1893); Wengel din Braila (1894); Meier din Braila (1895); Kloß (1899); Kalies (1906); Darsow2 (1910); Feist (1914); Erasmus (1916); R. Zimmerling (1923-1925); H. Zimmerling (1925). 
În anii 1890, aici a fost folosit imnul Odessa care a fost adus din Basarabia, ulterior a fost înlocuit cu cel de la Brandenburg; până în anul 1928, Paștele a fost sărbătorit după stilul vechi, acum îl sărbătoresc împreună cu toți ceilalți colegi de credință în conformitate cu noul stil [calendar]. 
Pe lângă luteranii evanghelici, există și baptiști care trăiesc în comunitate. Primul baptist de aici a fost Kowalski; GJ Derman, M. Wiersch, Maier și alții au venit după el. Au fost cei mai numeroși în 1893 și au putut chiar să construiască o casă de întâlniri; astăzi sunt din nou numeric mai slab. Nu se poate spune că luteranii evanghelici care au trăit armonios împreună cu baptiștii, căsătoriile dintre baptiști și luterani evanghelici au fost adesea nefericite.

## Personalități
- Alexandru Ciucurencu - pictor român, membru corespondent (din 1963) al Academiei Române.